# Andorranische Rugby-Union-Nationalmannschaft
Die andorranische Rugby-Union-Nationalmannschaft repräsentiert den Pyrenäen-Staat Andorra in der Rugby Union. Zurzeit spielt die Mannschaft in der Division 2B des European Nations Cup. Das Team wird von World Rugby als Nationalmannschaft der dritten Kategorie eingestuft. Das Heimstadion ist das Estadi Nacional.

## Geschichte
Andorra bestritt sein erstes Länderspiel am 1. Juli 1987 gegen Luxemburg. Es endete mit einem knappen 24:18-Sieg.
Seit 1995 tritt das Team auch regelmäßig zur Qualifikation für die Rugby-Union-Weltmeisterschaft an. Bisher scheiterte man immer in einer der Qualifikationsrunden. 1995 schied man trotz einer ausgeglichenen Bilanz von einem Sieg und einer Niederlage in der europäischen Vorqualifikation aus. 1999 drang man bis in die 2. Qualifikationsrunde vor, 2003 scheiterte das Team bereits in der ersten Runde, 2007 erreichte man immerhin die 3. Runde, wo man aber gegen die stärkeren europäischen Teams chancenlos war.

## Teilnahmen an Weltmeisterschaften
- 1987 nicht teilgenommen
- 1991 nicht teilgenommen
- 1995 Vorqualifikation
- 1999 2. Qualifikationsrunde
- 2003 1. Qualifikationsrunde
- 2007 3. Qualifikationsrunde
- 2011 2. Qualifikationsrunde
- 2015 2. Qualifikationsrunde